# Iwan Mozżuchin

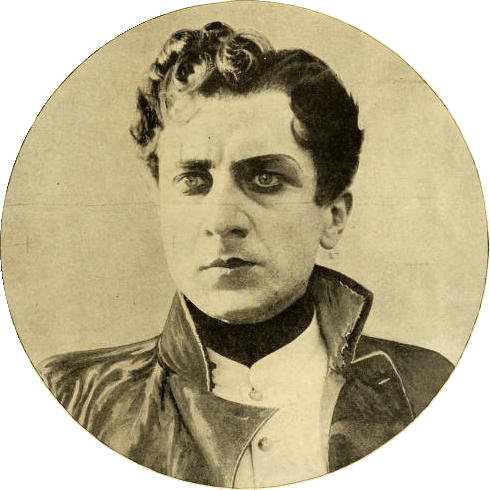
Iwan Mozżuchin

Iwan Ilicz Mozżuchin (ros. Ива́н Ильи́ч Мозжу́хин; ur. 26 września 1889 w Penzie, Rosja, zm. 17 stycznia 1939 w Neuilly, Francja) – rosyjski aktor kina niemego.

## Życiorys
Urodził się w rodzinie właścicieli ziemskich. Za namową ojca studiował na Wydziale Prawa Uniwersytetu Moskiewskiego. Po dwóch latach rzucił jednak naukę na rzecz aktorstwa. W 1910 w Kijowie dołączył do wędrownej grupy teatralnej. Później grał w Moskwie, w półprofesjonalnym Teatrze Ludowym.
Filmową karierę rozpoczynał w wytwórni Chanżonkowa, od 1915 – w wytwórni Jermoliewa. Początkowo grał jedynie epizody, wkrótce jednak stał się gwiazdą rosyjskiego kina. Uważany za mistrza gry realistycznej i psychologicznej. Przez wiele lat współpracował z reżyserem Jakowem Protazanowem.
Gdy do władzy w Rosji doszli bolszewicy, przeprowadził się na Krym, a w 1920 r. wyjechał do Konstantynopola, potem do Paryża. Po sukcesie w „Okowach małżeństwa” otrzymał propozycję wyjazdu do Hollywood. Tam przeżył jednak zawód. Zagrał tylko w jednym filmie – „The Surrender”. Z Hollywood wyjechał do Berlina, gdzie zagrał w pięciu filmach dla studia UFA.
Jego kariera zakończyła się wraz z nadejściem kina dźwiękowego. Mozżuchin mówił bowiem z bardzo silnym rosyjskim akcentem, dlatego coraz rzadziej był obsadzany w filmach. Uważał, że dźwięk to „koronny błąd nowego kina”.
Autor pamiętników „Kiedy byłem Stawroginem” (1927).
Jego pierwszą żoną była Nathalie Lissenko, aktorka, z którą często występował. Drugą żoną była duńska aktorka Agnes Petersen.
Zmarł w 1939 na gruźlicę.
Pochowany na cmentarzu prawosławnym w Sainte-Geneviève-des-Bois.

## Wybrana filmografia
- 1931 – Sierżant X
- 1927 – The Surrender
- 1927 - Casanova
- 1925 – Okowy małżeństwa
- 1921 – Dzieci karnawału
- 1918 – Ojciec Sergiusz
- 1916 – Herman
- 1916 – Dama pikowa
- 1915 – Potop jako Andrzej Kmicic
- 1914 – Życie w śmierci
- 1914 – Mazepa
- 1913 – Smutek Sary
- 1913 – Noc wigilijna
- 1913 – Domek w Kołomnie
- 1913 – 300-lecie rodu Romanowów
- 1911 – Sonata Kreutzerowska